# منتخب الكاميرون لكرة قدم الصالات
منتخب الكاميرون لكرة قدم الصالات (بالإنجليزية: Cameroon national futsal team)‏ هو ممثل الكاميرون الرسمي في المنافسات الدولية في كرة الصالات
.